# Sticky Fingers (groupe)
 (septembre 2022).
Pour l’article homonyme, voir Sticky Fingers.
Sticky Fingers est un groupe de Rock Indépendant Australien formé en 2008 à Sydney. Le groupe est composé de Dylan Frost (chanteur principal et guitariste), Paddy Cornwall (bassiste et chanteur), Seamus Cole (guitariste principal), Beaker Best (batteur) et Freddy Crabs (pianiste/synthé). Taras Hrubyj-Piper est l'un des membres fondateurs (guitariste et pianiste), a quitté le groupe en 2009, rapidement après la sortie de leur premier EP Helping Hand.
Le groupe à sorti cinq albums studio : Caress Your Soul (2013), Land of Pleasure (2014), Westway (The Glitter & The Slums) (2016), élu numéro 1 dans l'Australian Albums Chart, Yours to Keep (2019) et Lekkerboy (2022). De plus, le groupe a sorti trois EPs : Helping Hand (2009), Extended Play (2010) et Happy Endings (2011), ainsi que plusieurs singles.
Le 5 décembre 2016, le groupe a annoncé vouloir prendre une pause indéfinie à partir de février pour plusieurs problèmes internes. Le 26 mars 2018, le groupe annonce son retour.

## Biographie

### 2008 - 2012:Helping Hand,Extended PlayetHappy Endings
Le groupe a été formé après que Cornwall et Best aient vu jouer Frost devant le Coopers Hotel à Newton.
En 2009, Sticky Fingers se produisent pour la première fois en live et ont sorti leur premier EP intitulé Helping Hand. Cet EP présente les premières musiques de Sticky Fingers, principalement axés sur le reggae, avec les chansons "Inspirational" et "Juicy Ones", réenregistées ensuite pour leur EP Extented Play. Cet EP crédite Taras Hrubyj-Piper pour son travail à la guitare et au piano ainsi que Caroline De Dear et le rappeur Mute Mc pour leurs travaux vocaux sur la chanson "Lyrical Stoka".
Sticky Fingers à sorti l'EP Extended Play en octobre 2010 et l'EP acoustique Happy Endings en octobre 2011.
Après avoir vu à deux reprises leur candidature rejetées pour jouer au Newton Ferstival, Sticky Fingers installe en 2010 leur propre scène bricolée dans la cour d'un ami à proximité le jour du festival. Leur performance attire l'attention des promoteurs, notamment du producteur Dan Hume, qui allait produire leurs trois prochains disques et faire de Sticky Fingers la tête d'affiche du Newtown Festival l'année suivante.

### 2012 - 2015:Caress Your SouletLand of Pleasure
Caress Your Soul, le premier album du groupe est sorti en mars 2013 et a atteint la place 39 de l'Australian Albums Chart . Leur deuxième album, Land of Pleasure atteint la 3e place de ce classement lorsqu'il sort en août 2014.
Le groupe gagne de la popularité en Australie mais pas que, il devient populaire dans différents pays comme la France, l'Allemagne, la Nouvelle-Zélande, les Pays-Bas et l'Angleterre. Le groupe a reporté sa tournée européenne à cause de raisons personnelles.

### 2015 - 2018:Westway (The Glitter & The Slums)et les soupçons d'abus raciaux
Le troisième album de Sticky Fingers, Westway (The Glitter & The Slums) a été enregistré principalement durant un mois dans les studios Karma Sound, Bang Saray, en Thaïlande, au début 2016 et est sorti le 30 septembre 2016. Frost et Cornwall ont écrit les paroles de l'album et de deux autres chanson, "Something Strange" avec le rappeur australien Remi et "Amillionite", enregistré à Sydney. L'album se positionne à la première place de l'Australian Album Chart, faisant de l'album, le numéro un des albums d'Australie .
Le 5 décembre 2016, le groupe annonce via un post sur Facebook qu'ils vont prendre une pause indéterminée pour des raisons de problèmes internes. Plus tard ce jour-là, Dylan Frost poste sur Facebook un statut sur la page du groupe en s'excusant de son comportement et en annonçant qu'il lutte contre la dépendance et l'alcool ainsi que ses problèmes de santé mentale. Le 6 décembre 2016, un article publié The Sydney Morning Herald détaille d'autres événements ayant conduit à la pause. Frost a été accusé d'avoir menacé physiquement la chanteuse indigène Thelma Plum après un incident dans un pub de Sydney où il aurait craché sur elle .

### 2018: Le retour de la pause et la tournée mondiale etYours to Keep
Le 26 mars 2018, le groupe annonce qu'ils sont de retour de leur pause.
Le 13 avril 2018, ils sortent un single de retour, "Kick On" et annoncent une tournée mondiale en juin 2018 avec des concerts en Australie, aux États-Unis, au Mexique, au Royaume-Uni, en Allemagne, aux Pays-Bas, en Nouvelle-Zélande et en Indonésie. Cette tournée comprend une représentation au Big Top de Luna Park, à Sydney.

### 2020 - Aujourd'hui: Lekkerboy
Le 19 mai 2020, le groupe annonce sur les réseaux sociaux qu'ils ont récemment mis à jour leur site Web. Dans la section bio de leur site, le groupe déclare "alors qu'ils préparent leur 5e album pour 2021 et plus de surprise, Sticky Fingers invite tout le monde à les rejoindre".
Le 24 septembre 2021, le groupe a sorti le single principal de leur 5e album studio "We Can Make The World Glow".
Le 29 octobre 2021, le groupe sort deux nouveaux singles de leur 5e album studio qui ont été réunis dans une seule version intitulée : "Save The Day" et "My Rush"
Le 15 décembre 2021, le groupe sort le 4e single de leur 5e album studio intitulé "Crooked Eyes"
Le 20 avril 2022 sort l'album "Lekkerboy" contenant les quatre précédents singles ainsi que 9 titres inédit.

## Membres du groupe

### Actuel
- Dylan Frost - chant, guitare rythmique (2008 - aujourd'hui)
- Paddy Cornwall - basse, chœurs (2008 - aujourd'hui)
- Seamus Coyle - guitare solo (2008 - aujourd'hui)
- Eric "Beaker Best" da Silva Gruener - batterie, percussion (2008 - aujourd'hui)
- Daniel "Freddy Crabs" Neurath - clavier, synthétiseurs (2009 - aujourd'hui)

### Ancien
- Taras Hrubyj-Piper - guitare, clavier (2008-2009)

## Discographie

### Albums Studio
| Titre                                  | Détails | Position Classement Albums | Position Classement Albums | Certifications   |
| Titre                                  | Détails | AUS                        | NZ                         | Certifications   |
| -------------------------------------- | --- | -------------------------- | -------------------------- | ---------------- |
| Caress Your Soul (en)                  | - Sortie : Mars 2013 - Label : Sureshaker Music (CW012) - Formats : CD, téléchargement numérique                    | 39                         | 13                         | - ARIA : Platine |
| Land of Pleasure (en)                  | - Sortie : août 2014 - Label : Sureshaker Music (CW015) - Formats : CD, téléchargement numérique                    | 3                          | -                          | - ARIA : Gold    |
| Westway (The Glitter & The Slums) (en) | - Sortie : octobre 2016 - Label : SureShaker Music (SURESHAKER001) - Formats : CD, téléchargement numérique, vinyle | 1                          | 4                          | - ARIA: Gold     |
| Yours to Keep (en)                     | - Sortie : 8 février 2019 - Label : SureShaker - Formats : CD, téléchargement numérique, vinyle, streaming          | 4                          | 5                          |                  |
| Lekkerboy                              | - Sortie : 20 avril 2022 - Label : SureShaker - Formats : téléchargement numérique, vinyle, streaming               | En attente                 | En attente                 | En attente       |

### Albums de Compilation
| Titre                               | Détails                                                           | Position Classement Albums |
| Titre                               | Détails                                                           | AUS                        |
| ----------------------------------- | ----------------------------------------------------------------- | -------------------------- |
| Land of Pleasure / Caress Your Soul | - Sortie : 17 octobre 2014 - Label : Sureshaker - Format : Vinyle | 77                         |

### Extended Plays(EP)
| Titre         | Détails                                                                     |
| ------------- | --------------------------------------------------------------------------- |
| Helping Hand  | - Sortie : octobre 2009 - Label : Sticky Fingers (0510569334) - Format : CD |
| Extended Play | - Sortie : 2010 - Label : Sureshaker Music - Format : CD                    |
| Happy Endings | - Sortie : octobre 2011 - Label : Sureshaker Music (CW009) - Format : CD    |

### Singles
| Titre                        | Année | Album                             |
| ---------------------------- | ----- | --------------------------------- |
| "Caress Your Soul"           | 2012  | Caress Your Soul                  |
| "Clouds and Cream"           | 2012  | Caress Your Soul                  |
| "Australia Street"           | 2013  | Caress Your Soul                  |
| "Gold Snafu"                 | 2014  | Land of Pleasure                  |
| "Just for You"               | 2014  | Land of Pleasure                  |
| "Ghost Town"                 | 2015  | /                                 |
| "Outcast at Last"            | 2016  | Westway (The Glitter & The Slums) |
| "Our Town"                   | 2016  | Westway (The Glitter & The Slums) |
| "Kick On"                    | 2018  | Yours to Keep                     |
| "Cool & Calm"                | 2018  | Yours to Keep                     |
| "Loose Ends                  | 2018  | Yours to Keep                     |
| "Not Done Yet"               | 2019  | Yours to Keep                     |
| "Another Episode"            | 2019  | Yours to Keep                     |
| "Sunsick Moon"               | 2019  | Yours to Keep                     |
| "Teenage Vertigo"            | 2019  | Pas d'album                       |
| "Cyclone"                    | 2020  | Pas d'album                       |
| "We Can Make the World Glow" | 2021  | Lekkerboy                         |
| "Save the Day / My Rush"     | 2021  | Lekkerboy                         |
| "Crooked Eyes"               | 2021  | Lekkerboy                         |

### Autres musiques
| Titre                        | Détails | Album         |
| ---------------------------- | ------- | ------------- |
| "Another Episode"            | 2019    | Yours to Keep |
| "Sleep Alone"                | 2019    | Yours to Keep |
| "Yours to Keep"              | 2019    | Yours to Keep |
| "Sleeping Through the Flood" | 2019    | Yours to Keep |

## Tournées & Concerts

### Caress Your Soul tours
- Caress Your Soul - European Tour (juin/juillet 2013)
- Sun Shine Down on Us All Tour - Australie (septembre/octobre 2013)
- Gold Snafu - Australian Tour (février/mars 2014)
- Gold Snafu - European Tour (avril/mai 2014)
- Splendour in the Grass (juillet 2014)

### Land of Pleasure tours
- Land of Pleasure - Australian Tour (septembre/octobre 2014)
- Land of Pleasure - European Tour (octobre/novembre 2014)
- Falls Festival Tour (décembre 2014)
- Byron Bay Bluesfest (avril 2015)
- Groovin' the Moo (avril/mai 2015)
- North American Tour (juillet/août 2015)
- Canadian Tour (septembre 2015)
- This That (octobre 2015)
- Originals Music Festival (novembre 2015)
- Vanfest (décembre 2015)

### Westway (The Glitter & The Slums) tours
- "Outcast at Last" Australian Tour (avril 2016, avec trois concerts à guichets fermés non annoncés au Enmore Theatre
- "Outcast at Last" North American Tour (avril/mai 2016)
- Splendour in the Grass (juillet 2016)
- 2016 European/UK Tour (août/septembre 2016)
- 2016 Split Milk (décembre 2016)
- Westway (The Glitter & The Slums) - North American Tour (septembre/octobre 2016)
- Westway (The Glitter & The Slums) - Australian Tour (octobre/novembre 2016)

### Tournées & concerts post-pause
- Sticky Fingers World Tour (juin 2018)
- Australian Tour (octobre/novembre 2018)
- Yours To Keep Tour (mai 2019)